# Legione dei Super-Eroi
La Legione dei Super-Eroi (Legion of Super-Heroes) è un gruppo di supereroi dei fumetti statunitensi pubblicati da DC Comics. Il gruppo venne ideato da Otto Binder, Mort Weisinger e Al plastino ed esordì nella serie Adventure Comics (vol. 1) n. 247 dell'aprile 1958.
Le storie del gruppo sono ambientate circa mille anni nel futuro rispetto alla continuity ufficiale. Inizialmente nell'immaginario XXX secolo per poi passare nel XXXI secolo. L'ambientazione futuristica permette di aggiungere alle tematiche tipiche del genere supereroistico, aspetti tipici della fantascienza come i viaggi nel tempo, battaglie spaziali e le minacce provenienti dall'universo.

## Storia editoriale
In appendice alla serie Superboy (vol. 1) nel 1971, a partire dal n. 172, iniziarono a venire pubblicate storie del gruppo e, con il n. 197 (settembre 1973), esso divenne co-protagonista della serie e la testata venne modificata in Superboy starring the Legion of Super-Heroes; con il n. 222 poi, del dicembre 1976, la testata divenne Superboy and the Legion of Super-Heroes che divenne anche il titolo della serie a partire dal n. 231 di settembre 1977 per poi chiudere con il n. 258 del dicembre 1979 quando venne sostituita da Legion of Super-Heroes (vol. 2); questa seconda serie continuò fino al n. 313, nel 1984, quando venne divisa in due nuove serie, con la prima, Tales of the Legion, che ne continuò la numerazione e che veniva venduta nelle edicole e un'altra, The Legion of Super-Heroes (vol. 3), venduta nelle fumetterie; la prima proseguì fino al n. 325 con storie inedite e, a partire dal n. 326, presentò ristampe delle storie tratte dall'altra serie esordita nel 1984 fino a quando non venne chiusa con il n. 354 nel 1987 mentre l'altre continuò fino al 1989. L'anno stesso esordì la quarta serie, The Legion of Super-Heroes (vol. 4), che venne pubblicata fino al 2000. La nuova serie dedicata al gruppo, Legion of Super-Heroes (vol. 5), esordì nel 2005; la testata divenne provvisoriamente Supergirl and the Legion of Super-Heroes dal n. 16 al n. 36 e venne chiusa nel 2009. Nel 2010 esordì una nuova serie omonima, Legion of Super-Heroes (vol. 6), edita fino al 2011 quando, all'interno del progetto di rilancio editoriale delle testate a fumetti della DC Comics, The New 52, esordì una nuova serie, Legion of Super-Heroes (vol. 7), che verrà pubblicata fino al 2013.

## Storia del gruppo

### Origini
Le premesse del serial della Legione sono incentrate sul personaggio di Superboy, una versione adolescente del più celebre Superman. In un lontano futuro, ispirati dai valori della versione giovane dell'alter ego di Clark Kent, alcuni teen-ager provenienti da culture e mondi differenti si riuniscono in un club con l'intento di celebrare le gesta del loro idolo, vivendo secondo lo stesso suo spirito di generoso eroismo. Per accedere al gruppo è necessario essere dotati di superpoteri innati e non frutto della tecnologia. Nella storia d'esordio della Legione, i tre fondatori del team, Saturn Girl, Cosmic Boy e Lightning Lad, viaggiano indietro nel tempo per invitare lo stesso Superboy all'interno del loro club dando origine a una lunga serie di storie.
Il racconto delle vere e proprie origini della Legione, a opera di E. Nelson Bridwell e Pete Costanza, risale però solo al 1968. Tre giovani compagni di viaggio verso la Terra, Imra Ardeen (la futura Saturn Girl), Rokk Krinn (Cosmic Boy) e Garth Ranzz (Lightning Lad), uniscono le forze per salvare al vita al milionario R. J. Brande, oggetto di un attentato. Il mecenate prende a cuore i ragazzi, incoraggiandoli a continuare la via dell'altruismo e a riunirsi in un team da lui stesso finanziato.
Le origini del gruppo hanno subito continue modifiche e aggiornamenti nel tempo e in certi casi ci si trova di fronte a delle riscritture (reboot) che alterano completamente elementi fondamentali a causa del fatto che, nonostante sia ambientato in un lontano futuro, è comunque legato alla continuity dell'Universo DC del presente dove personaggi come Superman, Batman, Wonder Woman e i membri del gruppo Justice League of America hanno subito nei decenni rivisitazioni e modifiche che hanno interessato la continuity e la loro stessa origine soprattutto in concomitanza con eventi editoriali come miniserie o archi narrativi particolari. Come conseguenza anche il futuro presentato nelle storie della Legione si è modificato.
Ad esempio, a seguito di Crisi sulle Terre infinite (1985), che ha riscritto dal principio la storiografia dell'universo narrativo della DC, nacque una grave incongruenza in quanto nella nuova continuity modificata dall'evento, la carriera di supereroe di Superman viene fatta iniziare direttamente in età adulta dopo una gioventù ordinaria e pertanto, non essendo mai esistito Superboy, vennero meno le ipotesi alla base dell'origine del gruppo. Al fine di risolvere le incongruenze nel 1987 gli autori John Byrne, Paul Levitz e Greg La Rocque, realizzarono La morte di Superboy nella quale venne introdotto il concetto di un "Universo Tasca", un universo alternativo nella quale la Legione aveva veramente conosciuto Superboy. È in questo luogo, ingranaggio delle macchinazioni dello storico villain Time Trapper che i Legionari sarebbero quindi approdati durante i loro numerosi viaggi nel tempo alla volta di Smallville. Il personaggio del Superboy dell'Universo Tasca, ormai ridondante nello scenario del DC universe post-Crisi, scompare sacrificandosi con onore, in un gesto eroico al salvataggio della sua Terra, di quella del nuovo Superman e del futuro della Legione.
Nel 1989 l'autore Keith Giffen apporta delle modifiche e, come risultato di una battaglia tra Mon-El e il Time Trapper, la realtà viene nuovamente riscritta sostituendo alla figura di Superboy quella di Mon-El, da qui ribattezzato Valor. Le storie assumono autoreferenzialità sempre più complessa e impermeabile. Questo elemento, misto alla decisione editoriale di limitare le uscite degli albi al solo mercato delle fumetterie dal 1984 non si dimostra vincente. Tra il 1994 e il 2004 è stata azzerato per ben due volte la continuity del gruppo, reinventando ogni volta il serial da zero e su basi diverse. I due cosiddetti reboot si sono svolti in coincidenza dei crossover Ora Zero e Crisi infinita.
A partire dal 2007, lo sceneggiatore Geoff Johns ha reintrodotto nuovamente la versione originale della Legione, proseguendone la storia come se questa fosse stata precedentemente interrotta proprio con Crisi sulle Terre infinite e ignorando così le successive modifiche di continuity. L'opera di rilancio è culminata nella miniserie Crisi finale: la Legione dei 3 mondi, che ha riletto inoltre le versioni del gruppo del 1994 e del 2004 come semplici doppioni provenienti da mondi alternativi del Multiverso DC (rispettivamente, Terra-247 e Terra-Prima).

## Personaggi
Nel corso dei decenni il gruppo ha avuto numerose integrazioni e modifiche con nuovi personaggi quasi tutti provenienti da pianeti e culture diverse. La lista che segue raccoglie i nomi dei personaggi che fanno o hanno fatto parte della Legione originale, nell'incarnazione ripescata nel 2007 da Geoff Johns. Mancano dunque tutti gli alter-ego delle versioni alternative, a partire da quelle dei reboot del 1994 e del 2004.
- Blok (Blok)
- Bouncing Boy (Chuck Taine)
- Brainiac 5 (Querl Dox)
- Chameleon Boy (Reep Daggle)
- Chameleon Girl (Yera Allon)
- Chemical King (Condo Arlik), deceduto
- Colossal Boy (Gim Allen)
- Cosmic Boy (Rokk Krinn)
- Dawnstar (Dawnstar)
- Dream Girl (Nura Nal)
- Duplicate Damsel (Luornu Durgo, prima Triplicate Girl e Duo Damsel)
- Elastic Lad (Jimmy Olsen), riserva
- Element Lad (Jan Arrah)
- Ferro Lad (Andrew Nolan), deceduto
- Gates (Ti'julk Mr'asz)
- Lanterna Verde (Rond Vidar), riserva, deceduto
- Invisible Kid (Lyle Norg), deceduto
- Invisible Kid II (Jacques Foccart)
- Insect Queen (Lana Lang), riserva
- Karate Kid (Val Armorr), deceduto
- Karate Kid II (Myg), deceduto
- Kid Psycho (Gnill Opril), riserva, deceduto
- Lightning Lad (Garth Ranzz)
- Ligthning Lass (Ayla Ranzz, per un periodo è stata Light Lass)
- Magnetic Kid (Pol Krinn), deceduto
- Matter Eater Lad (Tenzil Kem)
- Mon-El (Lar Gand)
- Night Girl (Lydda Jath)
- Pete Ross, riserva
- Phantom Girl (Tinya Wazzo)
- Polar Boy (Brek Bannin)
- Quislet (glifo impronunciabile)
- Saturn Girl (Imra Ardeen-Ranzz)
- Sensor Girl (Projectra Wind'zzor, prima Princess Projectra e Queen Projectra)
- Shadow Lass (Tasmia Mallor)
- Shrinking Violet (Salu Digby)
- Starman (Thom Kallor, prima Star Boy)
- Sun Boy (Dirk Morgna)
- Superman (Kal-El, prima Superboy)
- Supergirl (Kara Zor-El)
- Timber Wolf (Brin Londo)
- Tellus (Ganglios)
- Tyroc (Troy Stewart)
- Ultra Boy (Jo Nah)
- Strega Bianca (Mysa Nal)
- Wildfire (Drake Burroughs)
- XS (Jenni Ognats)

### Gruppi ausiliari
La Legione può contare sul supporto di due gruppi ausiliari. Il primo è la Legione dei Sostituti (Legion of Substitute Heroes), composta da volenterosi che, pur non avendo superato le selezioni per entrare nell'équipe titolare, si sono organizzati per essere comunque di supporto a Superboy e soci in situazioni critiche. Col tempo, alcuni dei Sostituti hanno maturato sufficiente esperienza e controllo delle proprie abilità da garantirsi il passaggio alla Legione vera e propria, come nei casi di Polar Boy e Night Girl.
Tra gli anni cinquanta e sessanta sono inoltre comparse su Adventure Comics le gesta della Legione dei Superanimali, gruppo costituito da alcuni comprimari della Superman Family come Beppo la Super-Scimmia, il gatto Streaky, il cavallo Comet e il cane Krypto, e dal mutaforma Proty II, mascotte del legionario Chameleon Boy.

## Altre versioni

### Ora Zero
Nel 1994, in seguito agli eventi narrati della miniserie Ora Zero, le avventure del gruppo terminano per ripartire da zero e, pur rifacendosi al modello della continuity originale, la nuova versione si discosta da quella vecchia perché alcuni personaggi che prima erano vivi ora sono morti e viceversa, e i nomi della maggior parte dei membri differiscono da quelli delle rispettive versioni classiche (ad esempio Lightning Lad è Live Wire, Phantom Girl è Apparition). Nella loro prima storia, Cosmic Boy, Saturn Girl e Live Wire salvano R. J. Brande da un tentativo di omicidio il quale, riconoscente, decide di finanziare un corpo di supereroi adolescenti che contribuisca a mantenere l'ordine nella federazione di pianeti. I tre giovani, anche grazie all'esempio degli eroi del XX secolo come la Justice League, decidono di accettare l'offerta di Brande inizia, così, il reclutamento dei nuovi membri del gruppo.
Successivamente questo reboot è stato riscritto come una versione alternativa della prima, proveniente dalla Terra-247 del Multiverso DC. Alla distruzione della loro Terra, avvenuta nel corso dell'arco narrativo Crisi infinita, i membri post-Ora Zero sono però sopravvissuti e, con il nome di "New Wanderers", viaggiano nel Multiverso alla ricerca di altri come loro.

### 52
Nella miniserie Kingdom Come (1996), di Mark Waid e Alex Ross, in seguito agli eventi delle miniserie Crisi Infinita e 52, il mondo è stato ridefinito come Terra-22 del Multiverso DC e tutti i suoi personaggi sono riapparsi nuovamente, interagendo con gli eroi dell'universo DC tradizionale nell'arco narrativo Thy Kingdom Come (2007 - 2008) di Geoff Johns, nella quale appare di nuovo anche la Legione.

### DC One Million
Nel crossover DC One Million (1998) vengono presentati i supereroi dell'universo DC dell'853º secolo, organizzati nelle ventisei squadre della Legione della Giustizia, ognuna delle quali si ispira ad un gruppo o a un personaggio del passato. La Legione della Giustizia L si basa sulla Legione dei Super-Eroi, e i suoi membri sono devoti a una versione dei Pianeti Uniti che, dopo aver ha fatto un giro dell'universo, si dirige nuovamente verso la Terra per "ripopolare la sua diversità".

### Elseworlds
L'Elseworlds Superboy's Legion (2001), di Mark Farmer e Alan Davis, narra le vicende di una versione alternativa della Legione, fondata da Superboy. Nella storia, un Kal-El neonato e ancora in viaggio da Krypton resta bloccato, in stasi, in una fascia di asteroidi; nel 2987, un migliaio di anni dopo la distruzione del suo pianeta natale, il piccolo riceve il salvataggio da parte del milionario R. J. Brande. All'età di 14 anni, "Kal Brande", conosciuto anche come Superboy, si unisce a Cosmic Boy e Saturn Girl nella formazione "Legione di Superboy", in seguito nota come la Legione dei Super-Eroi.

### Crisi Infinita
Nel 2004 la continuity venne di nuovo azzerata con il lancio di una nuova serie, Legion of Super-Heroes (vol. 5), scritta e ideata dallo sceneggiatore Mark Waid e dal disegnatore britannico Barry Kitson. In questo secondo reboot riscopre alcuni elementi classici accantonati dal 1994, come ad esempio l'utilizzo da parte dei membri di nomi di battaglia che finiscano in boy/lad per i maschi e girl/lass per le fanciulle, da un punto di vista tematico Waid cala il gruppo in un contesto società repressiva priva di contatti umani e che sottopone i minori a una severa sorveglianza; la Legione non è solo un gruppo di supereroi ma un vero e proprio movimento sociale che trae ispirazione dai supereroi del passato in una chiave più che altro nostalgica. Di conseguenza, la squadra non è per nulla apprezzata da parte delle autorità governative e viene adorata come un culto da migliaia di ragazzi che, in tutto l'universo, ne sostengono le azioni e gli ideali rivoluzionari. Molti dei volti storici hanno in questa versione origini e poteri diversi rispetto a prima (ad esempio, Colossal Boy, è ora un gigante che si riduce a dimensione umana invece che il contrario, e Phantom Girl viaggia tra due realtà parallele invece che diventare semplicemente intangibile). Nel 2009, nella miniserie Crisi finale: la Legione dei 3 mondi, anche questa versione viene definita come un doppione dell'originale proveniente da una Terra alternativa del Multiverso, Terra-Prima, che nel DC Universe rappresenta il mondo "reale" del lettori.

## Pubblicazioni in lingua italiana
Le storie della Legione dei Super-Eroi hanno subito una pubblicazione italiana rara e discontinua. Dopo l'esordio sugli Albi del Falco Mondadori (1962), sopravvivono soprattutto sulle testate dedicate a Superman (in seguito, anche per i tipi di Williams Inteuropa). Nel biennio 1979-80, l'Editrice Cenisio dedica alla Legione una collana ad hoc, trimestrale, che dura sette numeri.
Dopo una prolungata assenza durante la gestione Rizzoli, la Legione torna saltuariamente sugli albi Play Press. In particolare, l'editore romano edita la prima edizione italiana de La saga della grande oscurità (Play Saga numeri 18-21), forse la più celebre avventura del team futuribile, de La Morte di Superboy (Superman classic numeri 8 e 9) e di alcune sequenze di episodi post-Crisis realizzate da Paul Levitz e Keith Giffen (sull'antologico American Heroes).
La serie del 2004 è stata pubblicata in Italia, in volumi monografici, prima da Play Press e quindi da Planeta DeAgostini. La stessa casa editrice spagnola sta pubblicando nella collana Classici DC le avventure della Legione anni ottanta, sceneggiate quasi integralmente da Paul Levitz dal 1982 al 1989.

## Altri media

### Cinema

#### Home Video
- La Legione dei Supereroi compare anche nel film d'animazione del DC Animated Universe Justice League vs. the Fatal Five.

### Televisione

#### Serie televisive
- Il gruppo compare nella serie televisiva Smallville: nell'episodio n. 11 dell'ottava stagione, La Legione, Clark Kent incontra per la prima volta Cosmic Boy, Saturn Girl e Lightning Lad che lo aiuteranno nella battaglia finale contro il supercriminale Brainiac. Cosmic Boy torna anche nell'episodio n. 22, Doomsday, per avvertire Clark di un imminente pericolo che incombe.

#### Serie televisive animate
- Cosmic Boy, Chameleon Boy e Saturn Girl hanno fatto un'apparizione in un episodio della serie animata del DC Animated Universe Superman, I legionari, nel quale viaggiano nel passato per fermare il malvagio Brainiac dal distruggere l'Uomo d'Acciaio in tenera età. Questo episodio presenta anche camei di altri legionari di primo piano.
- La Legione è poi apparsa in un episodio della serie animata del DCAU Justice League Unlimited dal titolo Lontani da casa. La trama vede Supergirl, Lanterna Verde e Freccia Verde essere trasportati nel futuro da Brainiac 5 e Bouncing Boy, per aiutare i Legionari a combattere i terribili Fatal Five e liberare dall'ipnosi della perfida Imperatrice Smeraldo il resto del team futuribile.
- La Legione dei Super-Eroi è stata inoltre protagonista di una serie animata ad essa interamente dedicata, trasmessa negli Stati Uniti su Kids 'WB! (il blocco per ragazzi del sabato mattina sulla rete The CW) a partire dal settembre 2006. La Premessa dello show è che, durante un viaggio indietro nel tempo per reclutare Superman, la Legione sia andata un po' troppo lontano, trovandosi di fronte a un Superman ancora giovane e inesperto nell'uso dei propri poteri. L'Uomo d'Acciaio, l'ispirazione stessa della Legione, dovrà imparare dai suoi nuovi compagni d'avventura come essere un eroe per sventare le grandi minacce come Brainiac 1.0 e i Fatal Five, guidati dall'Imperatrice Smeraldo (una donna malvagia e assetata di potere).